# Китай (етимологія)
Слово «Китай» походить від назви племені киданів, які правили в північному Китаї (Династія Ляо, 907—1125), коли відбулися перші контакти європейської й китайської цивілізацій. У європейські мови це слово спочатку прийшло як Catai — цю назву Китаю дав Марко Поло (1254—1324) під час своєї подорожі в Азію. Ним він позначив північний Китай, який незадовго до його подорожі був завойований монголами на чолі з Хубілай-ханом (1216—1294, засновник династії Юань, 1271). Південний Китай, кліматично відмінний від північного та завойований монголами трохи пізніше (див. падіння династії Сун, 1279), він назвав Манджі (Manji, кит.: 蠻子 — «південні варвари»).

## Етимологічний шлях
У нижчеподаному списку показані зміни в слові при його русі зі сходу на захід:
- Уйгурська (Western China): Hytay (جۇڭگو)
- Монгольська / Класична монгольська: Hyatad(Хятад)/ Kitad
- Татарська: Китай
- Російська: Китай
- Українська: Китай
- Середньовічна латина: Cataya, Kitai
- Італійська: Catai
- Португальська: Cataio
- Англійська: Cathay

## Цікаві факти
- В Україні, на півдні Бессарабії є свій Китай (озеро). Назва також походить від назви племені киданів, частина яких мігрувала на захід.
- В американському штаті Північна Дакота є населений пункт Cathay з населенням 56 осіб.
- Найбільший авіаперевізник Гонконга зветься Cathay Pacific.
- Назва району Китай-город у Москві не має стосунку до Китаю, а, мабуть, походить від назви дерев'яних елементів, що використалися при його будівництві.
- Роберт Говард — автор серії книг про Конана-Варвара — у творі «Гіборійська ера» (The Hyborian Age) дав назву Кхитай цивілізації, що нагадує реальний Китай.